# Llocalou
Llocalou (pronúncia local, [kɫɔ'kɫɔw], i molt sovint escrit de forma errònia Lloc-alou) és un poble a la comarca de la Garrotxa i pertanyent al municipi de la Vall de Bianya. Té 175 habitants, esdevenint el tercer nucli de població més habitat del municipi. Les seves festes són el Roser, celebrades durant la Pasqua Florida, i que comparteix conjuntament amb Sant Andreu de Socarrats.

## Etimologia
L'Institut d'Estudis Catalans defensa la forma Llocalou i n'explica l'origen al fet que l'església de Sant Andreu de Socarrats i les masies que cobrien aquest terme eren un alou. No obstant això, el poble és documentat per primer cop l'any 1610 amb el nom de Crocalou, que segons una segona hipòtesi, seria el malnom de Joan Font, que obrí un hostal on actualment hi ha el poble a principis del segle xvii. Conseqüentment, els partidaris d'aquesta darrera hipòtesi defensen que la grafia hauria de ser Clocalou.

## Situació
El poble de Llocalou està situat al peu de la serra de Sant Valentí, al bac de Can Pau, i és travessat per la carretera N-260 entre Olot i Ripoll, separat per l'est del poble de la Canya per la riera de Riudaura. Aquesta riera és també el límit entre els municipis de la Vall de Bianya i Sant Joan les Fonts. Al nord del poble s'hi troba la masia de Can Preses, quasi al límit amb l'antiga parròquia de Capsec. Llocalou formava part de la parròquia de Sant Andreu de Socarrats, l'església la qual es troba al nucli disseminat del mateix nom, situada aproximadament un quilòmetre en direcció sud-oest del poble.